# How Many Licks?
How Many Licks? – drugi singel raperki Lil’ Kim, promujący jej drugi album studyjny „The Notorious K.I.M.”. Piosenkę wydano 27 czerwca 2000. Gościnnie w piosence występuje Sisqó. Singel zadebiutował na #90 pozycji w Billboard 200, a w Hot R&B/Hip-Hop Singles & Tracks, zajął miejsce #36.

## Pozycje
| Lista (2000)                     | Najwyższa pozycja |
| -------------------------------- | ----------------- |
| Australian ARIA Singles Chart    | 57                |
| Hot R&B/Hip-Hop Singles & Tracks | 36                |
| U.S Billboard Hot 100            | 75                |
| U.S Hot Rap Singles              | 11                |
| Dutch Top 100                    | 6                 |